# Zweites Reithaus (Dresden)

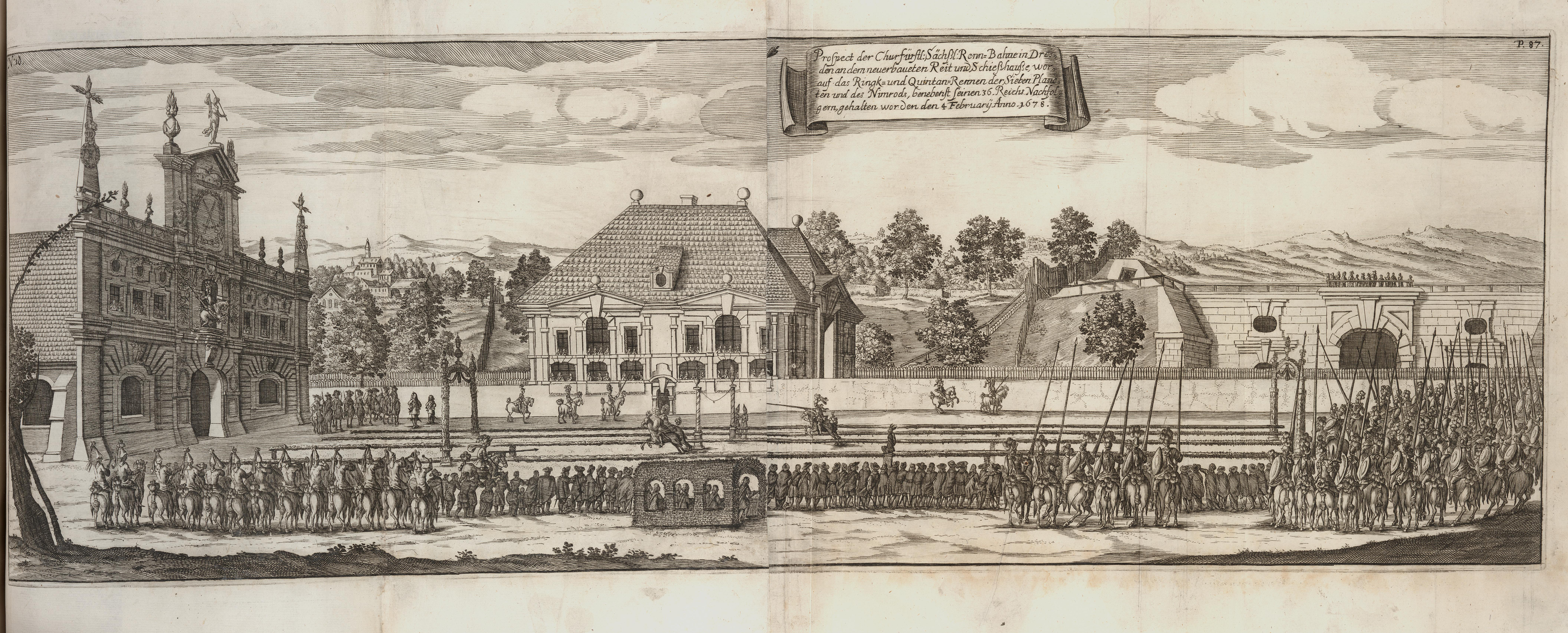
Das Zweite Reithaus (links) aus Gabriel Tzschimmer Durchlauchtigste Zusammenkunff ... Nürnberg 1680

Das Zweite Reithaus war ein 1677/78 errichteter höfischer Saalbau des Frühbarock in Dresden, der sich im Bereich des heutigen Zwingers befand. Der Bau wurde 1711 zunächst teilweise und in den 1720er Jahren ganz abgetragen. 2023 wurden Teile der Punktfundamente des Zweiten Reithauses archäologisch aufgedeckt. Architekt des Baus war der Leiter des kursächsischen Hofbauamtes Wolf Caspar von Klengel.

## Geschichte und Gestalt

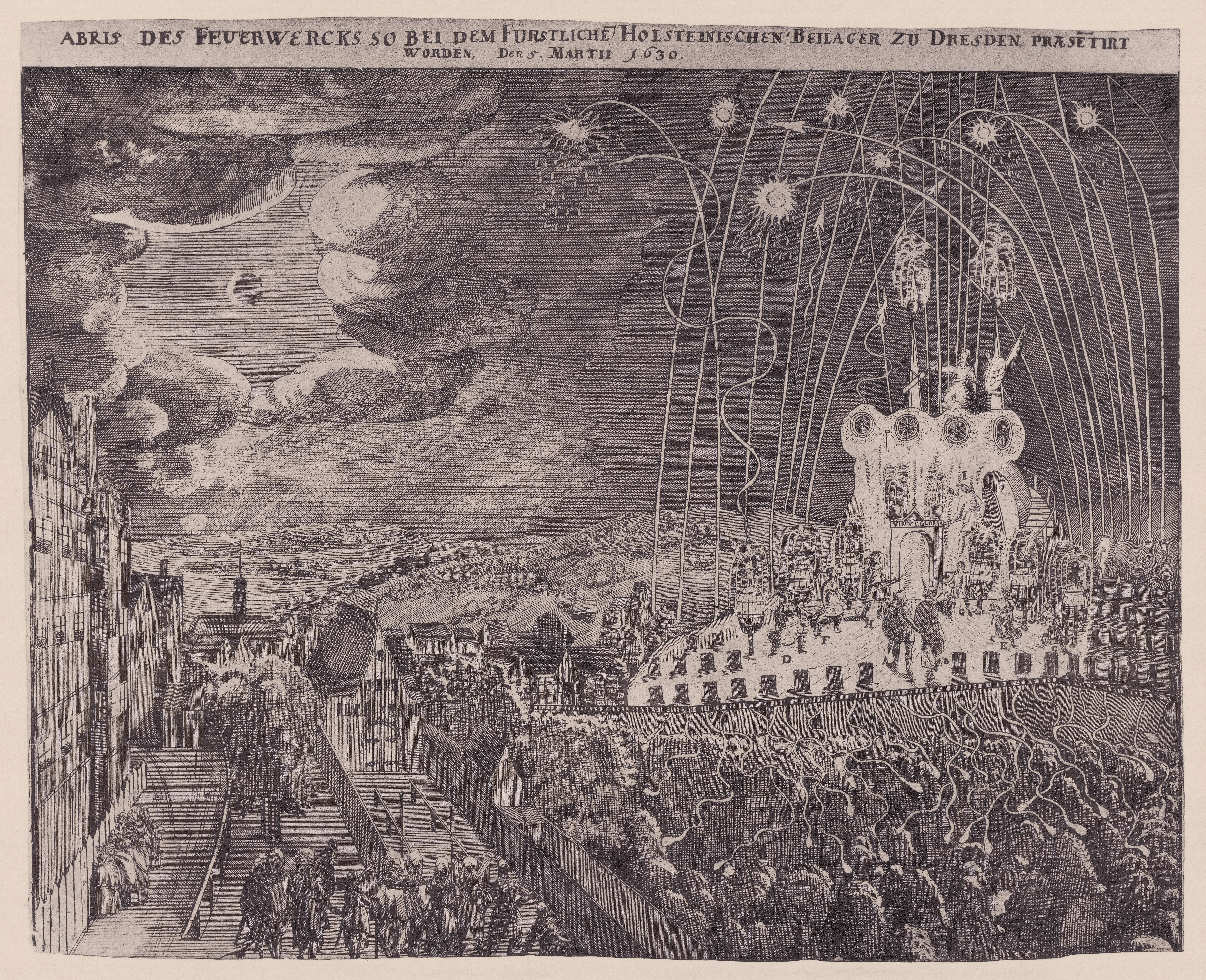
Ansicht des 1618 erbauten Ersten Reithauses (Stich von 1630)

Mit dem Bau der beiden Bastionen Sol und Luna westlich des Dresdener Residenzschlosses entstand eine Freifläche innerhalb der befestigten Stadt, die vom kurfürstlichen Hof genutzt wurde, z. B. 1576/77 durch Anlage eines Gartens. 1597 wurde ein erstes hölzernes Ballhaus an Stelle einer baufälligen Rennbahn mit Tribüne errichtet. 1618 wurde ein Erstes Reithaus errichtet. Es hatte eine Grundfläche 91 zu 27,7 Meter. 1620 wurde ein Schießhaus angebaut.

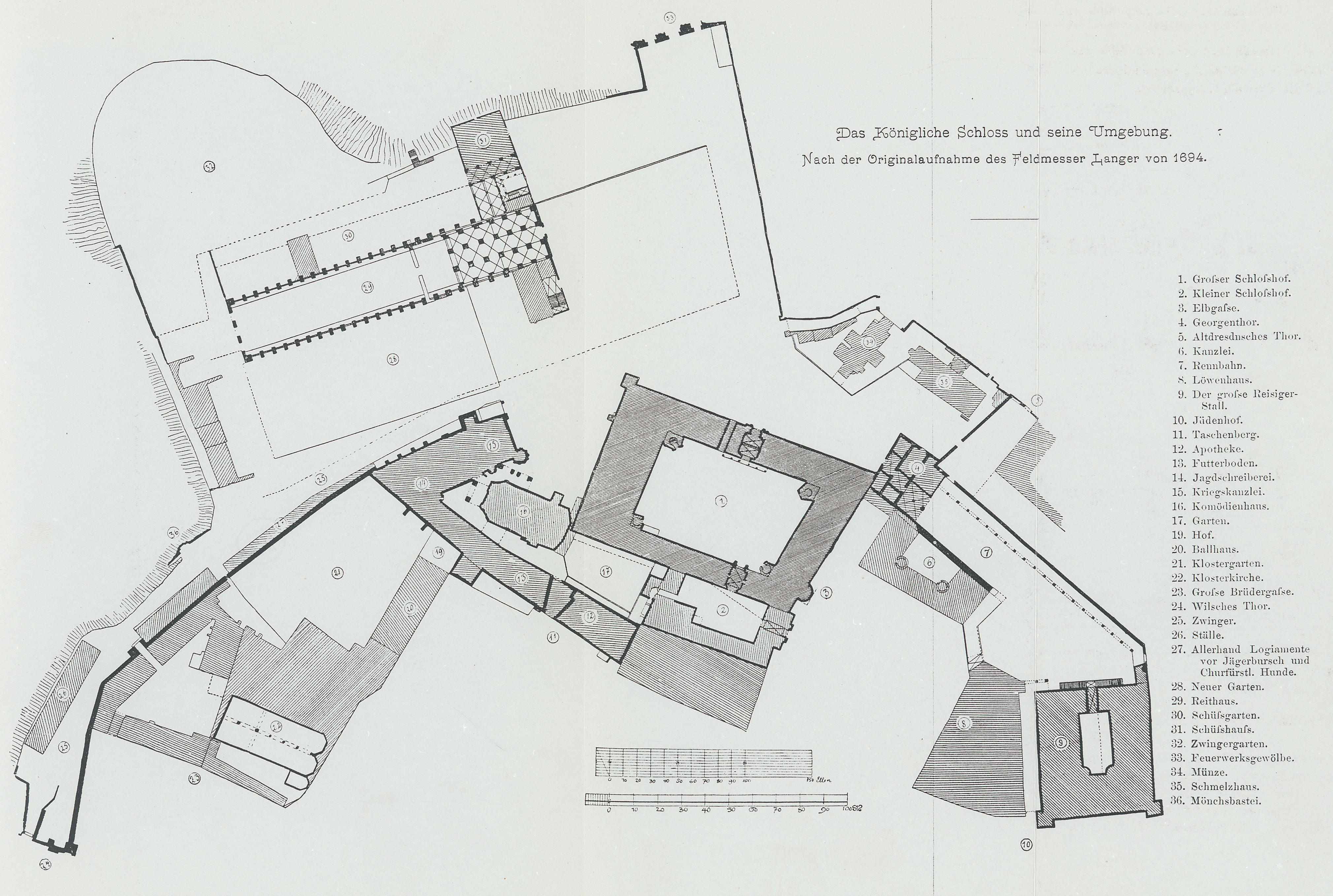
Rekonstruierter Grundriss der Umgebung vom Dresdener Schloss mit dem Zweiten Reithaus (Nummer 29) um 1694 (nach Gurlitt)

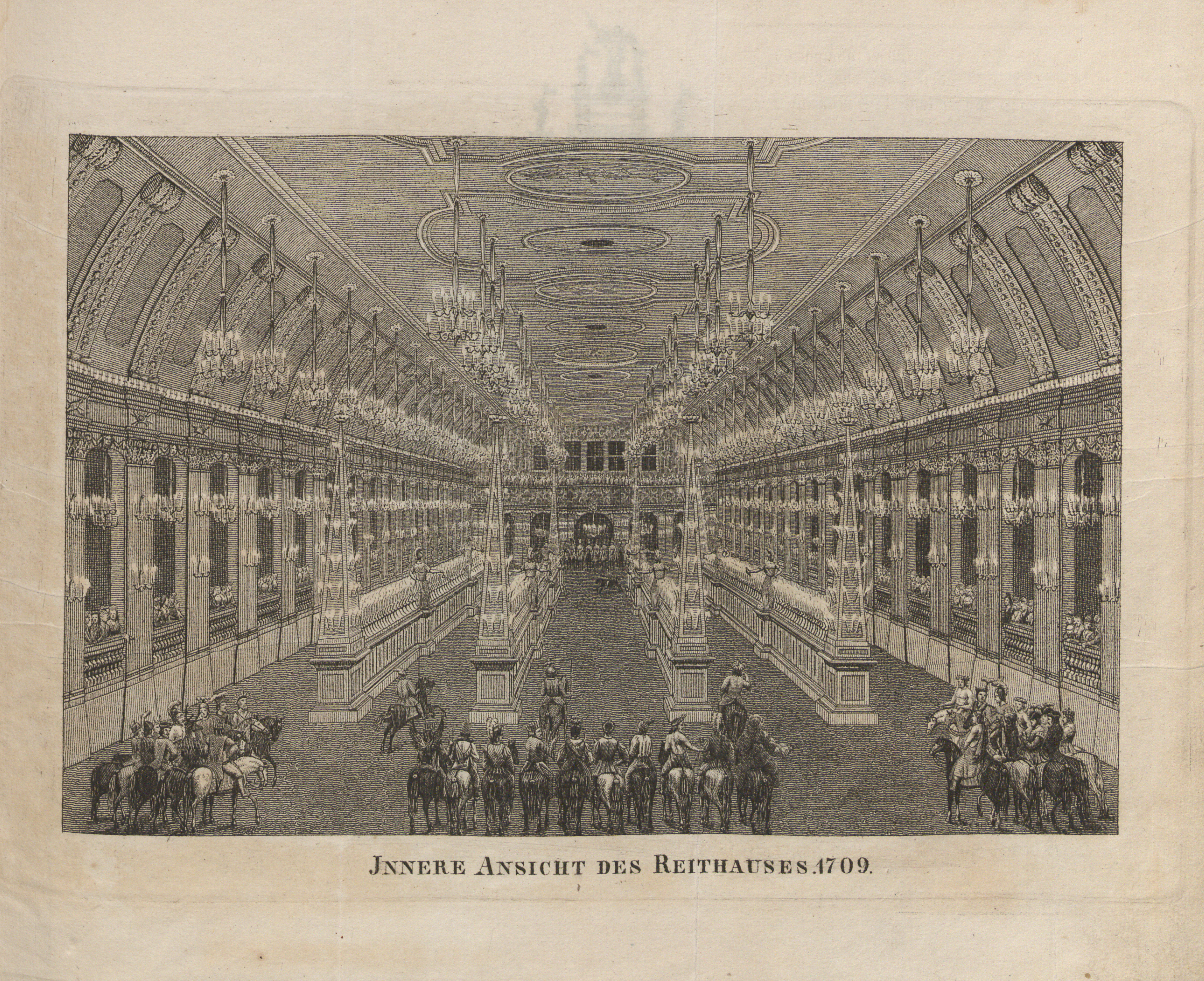
Innenansicht der Reithalle im Zweiten Reithaus, nach einem Umbau nach 1690 (Ansicht von 1709)

Nach dem Dreißigjährigen Krieg wurden die Gebäude neu errichtet, teilweise an neuer Stelle.
Das Zweite Reithaus entstand 1677/78 unter der Oberleitung und nach dem Entwurf von Wolf Caspar von Klengel.
Der Bau besaß eine Grundfläche von etwa 94 zu 28 Metern bei einer Firsthöhe von etwa 24 Metern. Im Innern befand sich ein Saal mit flacher Decke mit Deckengemälden über einer hohen Kehle, eine bedeutende technische Leistung des Hofzimmermeisters Matthäus Schumann. An den Längsseiten erstreckten sich Galerien für die Zuschauer, vor denen sich eine große Säulenordnung aus Doppelpilastern entlangzog. Im Norden auf der Seite des Haupteingangs befanden sich Treppen und Nebenräume.
Die meisten Details werden aus erhaltenen Abbildungen des Innenraumes von 1695 und 1709 erschlossen. Da der Bau um 1690 renoviert wurde, ist nicht ganz klar, welche Details der Stuck- und Bilddekoration erst aus dieser Zeit stammten.
Die Schauseite des Reithauses gegen Norden besaß ursprünglich eine aufwändig architektonisch instrumentierte Fassade mit Skulpturenschmuck, die jedoch schon um 1691 durch den Anbau eines Redoutensaals verdeckt wurde. In diesem Bereich erstreckte sich vor dem Reithaus ein offener Vorhof, in den auf der Nordseite ein repräsentatives Portal führte, das nach 1711 nach Torgau versetzt wurde, wo einzelne Teile heute den Elbzugang (Elbtor) schmücken (Kopien).
Westlich entstand zu gleicher Zeit um einiges nach Norden versetzt das neue Schießhaus, dessen Schießbahn sich parallel neben dem Zweiten Reithaus erstreckte.
Beide Bauten wurden 1678 im Rahmen der "Durchlauchtigsten Zusammenkunft" des sächsischen Fürstenhauses eingeweiht. Aus diesem Anlass entstanden verschiedene Abbildungen des Außenbaus.
1711 wurde der südliche Teil des Zweiten Reithauses abgebrochen, in den 1730er Jahren folgte der Abbruch des nördlichen Teils, als vor allem des jüngeren Redoutensaals.